# Rue Neuve-Tolbiac
La rue Neuve-Tolbiac est une voie du 13e arrondissement de Paris, en France.

## Situation et accès
La rue Neuve-Tolbiac est une voie  située dans le 13e arrondissement de Paris. Elle débute au 1, quai François-Mauriac et 93, quai Panhard-et-Levassor et se termine au 114, avenue de France. Ancien tronçon de la rue de Tolbiac (partie entre le pont de Tolbiac et la rue du Chevaleret), elle se situe donc dans son prolongement et fait partie de l’opération d'aménagement Paris Rive Gauche.

## Origine du nom
Elle porte le nom de la bataille de Tolbiac, victoire remportée par Clovis en 496 contre les Alamans, en raison de sa proximité avec la rue éponyme.

## Historique
C’était précédemment une partie de la rue de Tolbiac, qui a été restructurée, sur des terrains appartenant précédemment à la SNCF, dans le cadre de l'aménagement de la ZAC Paris-Rive Gauche, sous le nom provisoire de « voie BH/14 » et prend sa dénomination actuelle le 18 juillet 1995.

## Bâtiments remarquables et lieux de mémoire
- Au no 17 :  anciennement siège social du Paris Football Club.
- Aux nos 26-28 : le siège de la Caisse d'épargne Île-de-France[1], principale caisse régionale du groupe Caisse d'épargne.